# Pablo Parés
Pablo Parés (28 d'agost de 1978, Buenos Aires) és un director de cinema, actor, productor cinematogràfic, guionista i editor argentí. Ha dirigit i produït prop de 20 pel·lícules, i és particularment conegut pel seu treball en pel·lícules del gènere terror, destacant-se la seva labor com a director, Guióista i productor de la "saga de Plaga Zombie", que consta del clàssic de culte Plaga Zombie i les seves dues seqüeles, Plaga Zombie: Zona mutante, i Plaga zombie: Zona mutante - Revolución tóxica, les tres del gènere comèdia de terror. També va dirigir l'aclamada sèrie Daemonium, mescla de ciència-ficció i fantàstic (i que va ser editada també en versió llargmetratge).

## Trajectòria
Moltes de les seves pel·lícules, incloent-hi la saga Plaga Zombie, les va realitzar amb la seva pròpia productora, anomenada Farsa. Entre la seva abundant obra, que usualment és de molt baix pressupost, la majoria de les seves pel·lícules no va tenir estrena comercial i es van distribuir per circuits independents; es destaquen les excepcions de Daemonium, la versió cinematogràfica de les quals va ser adquirida per a distribució per Netflix i llançada a tot el món amb subtítols en anglès, àrab, italià i alemany, i 100% lucha - El amo de los clones (codirigida amb Paulo Soria), producció del canal Telefe, adaptació cinematogràfica del programa 100% Lucha.
En el cas de Daemonium, Parés destaca a la mateixa com una obra "de molt bon nivell".
La seva experiència amb 100% lucha, en canvi, va anar summament negativa, i fins i tot dies abans de l'estrena va declarar públicament que "va estar lluny de complir-se qualsevol desig o somni... més aviat va ser un malson...".
El 2007 va guanyar el premi del públic al Buenos Aires Rojo Sangre per Filmatron.

## Filmografia

### Director
| Any  | Pel·lícula                                     | Tipus         |
| ---- | ---------------------------------------------- | ------------- |
| 1991 | Saga del hombre invisible                      | Curtmetratge  |
| 1991 | New York Cop                                   | Curtmetratge  |
| 1991 | El último gaucho ninja                         | Curtmetratge  |
| 1991 | Boluman                                        | Curtmetratge  |
| 1992 | La cama                                        | Curtmetratge  |
| 1993 | Farsatoons                                     | Curtmetratge  |
| 1993 | Trilogía de hijo de puta                       | Curtmetratge  |
| 1994 | Mutantes compactos                             | Curtmetratge  |
| 1994 | El hombre rata                                 | Curtmetratge  |
| 1995 | El ataque del vampiro espacial                 | Curtmetratge  |
| 1995 | Bajo el poder de la garra maldita              | Curtmetratge  |
| 1996 | La cama                                        | Curtmetratge  |
| 1996 | Hotel paraíso                                  | Curtmetratge  |
| 1996 | Acontecimientos locales                        | Curtmetratge  |
| 1997 | Plaga Zombie                                   | Vídeo         |
| 1998 | Demonios municipales                           | Short         |
| 1998 | Cortos de las chicas de enfrente               | Curtmetratge  |
| 1999 | Cucaracha                                      | Curtmetratge  |
| 2000 | Nathán: El peluche asesino                     | Curtmetratge  |
| 2000 | Santoro                                        | Vídeo         |
| 2000 | Nunca asistas a este tipo de fiestas           | Llargmetratge |
| 2001 | Plaga Zombie: Zona mutante                     | Llargmetratge |
| 2002 | Amigos del demonio                             | Curtmetratge  |
| 2004 | Devorador de sueños                            | Llargmetratge |
| 2007 | Filmatron                                      | Llargmetratge |
| 2009 | Nunca más asistas a este tipo de fiestas       | Llargmetratge |
| 2009 | 100% lucha, el amo de los clones               | Llargmetratge |
| 2009 | Kapanga todoterreno                            | Llargmetratge |
| 2010 | Post - La aventura completa                    | Llargmetratge |
| 2011 | Plaga zombie: Zona mutante - Revolución tóxica | Llargmetratge |
| 2011 | Daemonium                                      | Curtmetratge  |
| 2013 | Cichonga (Director invitat)                    | Llargmetratge |
| 2015 | Daemonium: Underground Soldier                 | Llargmetratge |
| 2015 | Grasa (Co-direcció)                            | Llargmetratge |
| 2017 | Malvinator (Co-direcció)                       | Llargmetratge |
| 2018 | Bruno Motoneta                                 | Llargmetratge |
| 2018 | Soy tóxico                                     | Llargmetratge |
| 2022 | PussyCake                                      | Llargmetratge |

### Productor
| Any  | Sèrie/telenovel·la                |
| ---- | --------------------------------- |
| 1991 | Saga del hombre invisible         |
| 1991 | New York Cop                      |
| 1991 | El último gaucho ninja            |
| 1991 | Boluman                           |
| 1993 | Farsatoons                        |
| 1993 | Trilogía de hijo de puta          |
| 1994 | Mutantes compactos                |
| 1994 | El hombre rata                    |
| 1995 | El ataque del vampiro espacial    |
| 1995 | Bajo el poder de la garra maldita |
| 1996 | La cama                           |
| 1996 | Hotel paraíso                     |
| 1996 | Acontecimientos locales           |
| 1997 | Plaga Zombie                      |
| 1998 | Demonios municipales              |
| 1998 | Cortos de las chicas de enfrente  |
| 1999 | Cucaracha                         |
| 2000 | Santoro                           |
| 2001 | Plaga zombie: Zona mutante        |
| 2002 | Amigos del demonio                |
| 2010 | Post - La aventura completa       |
| 2015 | Daemonium: Underground Soldier    |
| 2015 | Grasa                             |

### Altres papers
| Any  | Pel·lícula                                     | Rol                        |
| ---- | ---------------------------------------------- | -------------------------- |
| 1991 | Saga del hombre invisible                      | Actor                      |
| 1991 | New York Cop                                   | Actor                      |
| 1991 | El último gaucho ninja                         | Actor                      |
| 1991 | Boluman                                        | Actor                      |
| 1992 | La cama                                        | Actor Cinematògraf         |
| 1993 | Farsatoons                                     | Actor                      |
| 1993 | Trilogía de hijo de puta                       | Actor                      |
| 1994 | El hombre rata                                 | Actor                      |
| 1995 | El ataque del vampiro espacial                 | Actor Cinematògraf         |
| 1995 | Bajo el poder de la garra maldita              | Actor Cinematògraf         |
| 1996 | La cama                                        | Cinematògraf               |
| 1996 | Hotel paraíso                                  | Actor Cinematògraf         |
| 1996 | Acontecimientos locales                        | Actor Cinematògraf         |
| 1997 | Plaga Zombie                                   | Actor Guió Cinematògraf So |
| 1998 | Mar 6                                          | Cinematògraf               |
| 1999 | Cucaracha                                      | Cinematògraf               |
| 1999 | Momia-o-matic                                  | Cinematògraf               |
| 2000 | Nathán: El peluche asesino                     | Guió Càmera                |
| 2000 | Santoro                                        | Actor Guió So              |
| 2000 | Nunca más asistas a este tipo de fiestas       | Actor Guió                 |
| 2001 | Plaga zombie: Zona mutante                     | Actor Guió Editor          |
| 2002 | Amigos del demonio                             | Guió Cinematògraf          |
| 2004 | Devorador de sueños                            | Guió Càmera                |
| 2004 | Mucho zombie y pocas nueces                    | Editor                     |
| 2005 | Kidon                                          | Editor                     |
| 2007 | Filmatron                                      | Guió                       |
| 2008 | Strogonoff                                     | VFX                        |
| 2009 | 100% lucha, el amo de los clones               | Guió Càmera                |
| 2009 | Kapanga todoterreno                            | Guió                       |
| 2010 | El hada buena - Una fábula peronista           | Actor                      |
| 2010 | La casa por la ventana                         | VFX                        |
| 2010 | Post - La aventura completa                    | Actor Guió Editor          |
| 2011 | Plaga zombie: Zona mutante - Revolución tóxica | Actor Guió Càmera Editor   |
| 2011 | Daemonium                                      | So                         |
| 2012 | Goretech: Bienvenidos al planeta hijo de puta  | Actor                      |
| 2013 | Cichonga                                       | Actor Càmera So VFX        |
| 2015 | Pedro Osuna salva la Navidad                   | Actor                      |
| 2015 | Grasa                                          | Guió Editor                |
| 2015 | Daemonium: Underground Soldier                 | Guió So VFX                |
| 2014 | Nacido para morir                              | Càmera                     |
| 2014 | Lucho's Big Adventure                          | Càmera                     |
| 2021 | Plaga Zombie: American Invasion                | Actor                      |
| 2016 | Ecuación                                       | VFX                        |